# Zocchi (cognome)
Zocchi è un cognome di lingua italiana.

## Varianti
Zocca, Zoccadelli, Zoccari, Zoccaro, Zocco, Zoccoli, Zoccone, Zocconi.

## Origine e diffusione
Cognome tipicamente settentrionale, è presente prevalentemente Veneto, Emilia-Romagna e Toscana.
Potrebbe derivare dal termine dialettale veneto zòco o zòch e emiliano zòca, "tronco tagliato", e indicare la goffaggine del capostipite, oppure la lentezza a comprendere qualcosa (come nel caso del cognome Zucca).

## Persone
- Cesare Zocchi Collani – attore italiano
- Chiara Zocchi – scrittrice italiana
- Giuseppe Zocchi – incisore e disegnatore italiano